# 1944 (chanson)
Pour les articles homonymes, voir 1944.
Chansons représentant l'Ukraine au Concours Eurovision de la chanson
Tick Tock
(2014) Time
(2017)
Chansons ayant remporté le Concours Eurovision de la chanson
 Heroes
(2015)  Amar pelos dois
(2017)
1944 est une chanson écrite et interprétée par la chanteuse ukrainienne Jamala. Elle remporte le Concours Eurovision de la chanson 2016 à Stockholm.
La chanson évoque la déportation des Tatars de Crimée en 1944, dans un contexte politique encore marqué par l'annexion de la Crimée par la Russie en 2014.